# Miguel Ángel Martín Fernández
Miguel Ángel Martín Fernández (Madrid, 26 de enero de 1949 - Madrid, 30 de noviembre de 2022) fue un entrenador de baloncesto español que destacó principalmente por haber entrenado a equipos como Estudiantes y Real Madrid.

## Trayectoria
Como entrenador, el equipo donde mayor huella dejó fue en el Estudiantes, siendo el entrenador principal del equipo durante seis años. Proveniente de las categorías inferiores, en la temporada 1988-1989 sustituye a Paco Garrido y hace debutar a Nacho Azofra, Alberto Herreros y César Arranz y sustituyendo a David Russell, (renqueante por las lesiones) por Ricky Winslow. A estos jugadores hay que sumar otros de calidad como John Pinone, Juan Aisa, Alfonso Reyes, Pablo Martínez, siendo uno de los periodos de mayor gloria para el equipo colegial, ya que consiguen en el año 1992  una Copa del Rey y una clasificación para la final four. Era conocido con el apodo "El cura", apodo que le pusieron en el Colegio Sagrados Corazones de Madrid, donde fue entrenador varios años al principio de su trayectoria junto con Tirso Lorente. Es relevado en el año 1994 por su ayudante, Pepu Hernández, ejerciendo después de comentarista técnico en las retrasmisiones de TVE con Pedro Barthe, Ramón Trecet y Nacho Calvo durante año y medio, hasta que el Real Madrid le contrata, primero como director técnico de la sección y luego como entrenador del equipo, en sustitución de Zeljo Obradovic. Después tendría una breve experiencia en el CB Granada, donde dimite al poco de iniciar la temporada, sus siguientes equipos serían en la Liga LEB, entrenando al Universidad Complutense y al CB Murcia y en Leb Bronce con el Adepal de Alcázar de San Juan.